# سینما مسکو
سینما مسکو (ارمنی: Մոսկվա կինոթատրոն Moskva kinot'atron) بزرگترین سالن سینما در ایروان پایتخت ارمنستان می‌باشد که در میدان شارل آزناوور، در خیابان آبوویان واقع شده‌است. این سینما در مکان کلیسای سنت پل و پطر ایروان، که در دهه ۱۹۳۰ میلادی توسط مقامات شوروی تخریب شد بنا شده‌است. در سال ۲۰۱۰ میلادی پیشنهاد شد که سینما تخریب شود و کلیسا دوباره ساخته شود.
سینما در جشنواره بین‌المللی فیلم 'زردآلوی طلایی' که هر ساله از سال ۲۰۰۴ میلادی در ایروان برگزار می‌شود شرکت می‌کند. در سال ۲۰۰۱ میلادی، تغییر نام میدان جلوی سینما به شارل آزناوور به عنوان بخشی از جشن‌های ۱۰مین سالگرد استقلال ارمنستان انجام شد.